# Quincy-sous-le-Mont
Quincy-sous-le-Mont ist eine französische Gemeinde mit 62 Einwohnern (Stand 1. Januar 2022) im Département Aisne in der Region Hauts-de-France; sie gehört zum Arrondissement Soissons und zum Kanton Fère-en-Tardenois.

## Geographie
Die Gemeinde Quincy-sous-le-Mont liegt 20 Kilometer südöstlich von Soissons und wird vom Bach Murton durchflossen. Dieser mündet knapp außerhalb der Gemeinde in die Muze, die an der nordöstlichen Gemeindegrenze die Vesle erreicht. Das Gemeindegebiet  umfasst die Ferme de la Bruyère und die Häusergruppe La Tuilerie. Nachbargemeinden von Quincy-sous-le-Mont sind Limé im Norden, Paars im Nordosten, Mont-Notre-Dame im Osten, Tannières im Süden und Jouaignes im Westen.

## Bevölkerungsentwicklung
| Jahr                       | 1962 | 1968 | 1975 | 1982 | 1990 | 1999 | 2006 | 2016 | 2022 |
| Einwohner                  | 67   | 80   | 58   | 40   | 37   | 52   | 64   | 61   | 62   |
| Quellen: Cassini und INSEE |      |      |      |      |      |      |      |      |      |

## Sehenswürdigkeiten
Die Burganlage Château de Quincy-sous-le-Mont ist seit 1927 ein französisches Kulturdenkmal.